# Liste der Baudenkmäler in Heidhausen (Essen)
Die Liste der Baudenkmäler in Heidhausen (Essen) enthält die denkmalgeschützten Bauwerke auf dem Gebiet von Essen-Heidhausen, Stadtbezirk IX, in Nordrhein-Westfalen (Stand: Oktober 2018). Diese Baudenkmäler sind in der Denkmalliste der Stadt Essen eingetragen; Grundlage für die Aufnahme ist das Denkmalschutzgesetz Nordrhein-Westfalen (DSchG NRW).

| Bild                                                 | Bezeichnung                                          | Lage                                                          | Beschreibung | Bauzeit                   | Eingetragen seit  | Denkmal- nummer |
| ---------------------------------------------------- | ---------------------------------------------------- | ------------------------------------------------------------- | --- | ------------------------- | ----------------- | --------------- |
| BW                                                   | Hofanlage Beitelsmann                                | Am Strötgen 16 Karte                                          | | 1785                      | 10. Oktober 1996  | 878             |
| ehemaliger Oberhof der Abtei Werden, Schulte Barkhov | ehemaliger Oberhof der Abtei Werden, Schulte Barkhov | Barkhovenallee 80 Karte                                       | | 18. Jahrhundert           | 10. Juli 1986     | 171             |
| BW                                                   | Wohnhäuser                                           | Bremerstraße 6/8–12/ehemals Heidhauser Str. 112/106–110 Karte | | Ende 18. Jahrhundert      | 13. Oktober 1994  | 835             |
| BW                                                   | Hofanlage                                            | Grüne Harfe 8 a/ehemals Bremerstraße 50 Karte                 | | Ende 18. Jahrhundert      | 9. Dezember 1993  | 795             |
| weitere Bilder                                       | ehemaliges Rathaus Heidhausen                        | Heidhauser Platz 1 Karte                                      | | 1910–1911                 | 9. Dezember 1993  | 796             |
| weitere Bilder                                       | Gaststätte Ratskrug                                  | Heidhauser Straße 196 Karte                                   | | 18. bis 19. Jahrhundert   | 10. Juli 1986     | 172             |
| weitere Bilder                                       | Kamillushaus                                         | Heidhauser Straße 273 Karte                                   | vom Architekten Peter Aßheuer entworfen, von Kamillianern errichtete Kirche bildet die Krankenhauskapelle der heutigen Suchtklinik Kamillushaus | 1900–1901                 | 10. Juli 1986     | 173             |
| BW                                                   | ehemalige Evangelische Gemeindeschule                | Hespertal 26 Karte                                            | ehemalige einklassige Volksschule mit Lehrerwohnung, auch Hespertalschule genannt | 1900                      | 8. September 1994 | 823             |
| BW                                                   | Fachwerkkotten                                       | Iländerweg 242a Karte                                         | Teil des ehemaligen Hofs Unterhesper | 2. Hälfte 18. Jahrhundert | 10. Juli 1986     | 174             |
| BW                                                   | Fachwerkhaus (Hofanlage Kuhlmann)                    | Im Tannenbusch 1 Karte                                        | | 18. Jahrhundert           | 9. August 1990    | 579             |
| BW                                                   | Wohnhaus Steinsiepen                                 | Im Tannenbusch 38 Karte                                       | | 1755                      | 9. August 1990    | 580             |
| BW                                                   | Fachwerkhaus Heidmann                                | Im Tannenbusch 40 Karte                                       | | 1726                      | 23. November 1989 | 552             |
| BW                                                   | Bauernhaus                                           | In der Borbeck 42–44 Karte                                    | | 1731                      | 10. März 1994     | 808             |
| BW                                                   | Wohnhaus                                             | In der Borbeck 48–50 Karte                                    | | 18. Jahrhundert           | 10. Mai 1987      | 209             |
| BW                                                   | ehemaliger Brunnen                                   | Jacobsallee Karte                                             | Brunnen auf dem Platz vor dem Heidhauser Rathaus | nach 1910                 | 10. Mai 1990      | 554             |
| weitere Bilder                                       | Bildstock                                            | Jacobsallee / Barkhovenallee Karte                            | | 1776                      | 9. August 1990    | 578             |
| Jüdischer Friedhof Pastoratsberg                     | Jüdischer Friedhof Pastoratsberg                     | Pastoratsberg Karte                                           | noch 70 Grabsteine vorhanden, nicht öffentlich zugänglich | nach 1830                 | 10. Juli 1986     | 163             |
| BW                                                   | Hofanlage                                            | Preutenborbeckstraße 42 Karte                                 | |                           | 9. Dezember 1987  | 248             |
| BW                                                   | Wohnhaus                                             | Tüschener Weg 21 Karte                                        | | 18. Jahrhundert           | 10. Dezember 1987 | 249             |
| Fachwerkhaus                                         | Fachwerkhaus                                         | Tüschener Weg 31 / frühere Anschrift: Tüschener Weg 29 Karte  | 2-geschossiges Fachwerkhaus auf hohen verputztem Sockel mit auffällig breit-rechteckigem Grundriss, Krüppelwalmdach, traufseitiger Eingang mit datierter Inschriftplatte im Sturz, profilierter Rähm, Andreaskreuze in einigen Feldern; eine Giebelseite verbrettert. | 1758                      | 10. Mai 1990      | 555             |